# Dinotiscus elongatus
Dinotiscus elongatus är en stekelart som först beskrevs av William Harris Ashmead 1888.  Dinotiscus elongatus ingår i släktet Dinotiscus och familjen puppglanssteklar. Inga underarter finns listade i Catalogue of Life.